# Чемпионат СССР по водному поло 1954
XIV чемпионат СССР по водному поло проходил с 6 по 20 августа 1954 года в Севастополе. Победителем стала команда ЦДСА.

## Общая информация
С этого года в чемпионате СССР вновь было введено разделение команд на две группы: в первую вошли 8 коллективов, а во вторую — 18. Матчи в обеих группах прошли в Севастополе. Медали чемпионата разыграли команды первой группы в ходе двухкругового турнира.
Впервые призёром чемпионата СССР стала команда, представляющая не Москву или Ленинград — ватерполисты киевского «Труда» под руководством Василия Фурманюка завоевали бронзу, обыграв в решающем для себя матче в последний игровой день «Трудовые резервы» и набрав одинаковое количество очков с московским «Динамо», которое благодаря лучшему соотношению мячей заняло второе место. Чемпионский титул за два тура до окончания первенства выиграла команда ЦДСА. Вратарь армейцев Борис Гойхман и защитник Евгений Семёнов (капитан олимпийской сборной СССР 1952 года) стали шестикратными чемпионами страны, а полузащитник Игорь Бутырин — четырёхкратным чемпионом.

## Турнирная таблица
|                                | 1       | 2       | 3       | 4       | 5       | 6       | 7       | 8       | И  | В  | Н | П  | М     | О  |
| ------------------------------ | ------- | ------- | ------- | ------- | ------- | ------- | ------- | ------- | -- | -- | - | -- | ----- | -- |
| 1. ЦДСА (Москва)               |         | 2:2 2:1 | 3:0 2:2 | 4:2     | 4:2     | 7:2 3:5 | 2:1 6:3 | 9:2 3:2 | 14 | 11 | 2 | 1  | 55:28 | 24 |
| 2. «Динамо» (Москва)           | 2:2 1:2 |         | 4:1 3:0 | 3:3 2:2 | 4:0 1:2 | 2:3 2:1 | 2:2 4:1 | 4:3 3:0 | 14 | 7  | 4 | 3  | 37:22 | 18 |
| 3. «Труд» (Киев)               | 0:3 2:2 | 1:4 0:3 |         | 3:2     | 2:1 0:2 | 4:3 4:2 | 3:3 3:2 | 3:1 4:3 | 14 | 8  | 2 | 4  | 32:33 | 18 |
| 4. «Трудовые резервы» (Москва) | 2:4     | 3:3 2:2 | 2:3     |         | 3:3 1:1 | 2:2 2:1 | 2:1     | 3:2 4:2 | 14 | 5  | 5 | 4  | 32:32 | 15 |
| 5. ККФ (Баку)                  | 2:4     | 0:4 2:1 | 1:2 2:0 | 3:3 1:1 |         | 2:3 2:2 | 4:1 1:1 | 4:2 4:1 | 14 | 5  | 4 | 5  | 30:29 | 14 |
| 6. «Водник» (Ленинград)        | 2:7 5:3 | 3:2 1:2 | 3:4 2:4 | 2:2 1:2 | 3:2 2:2 |         | 5:3 1:2 | 3:2 4:1 | 14 | 6  | 2 | 6  | 37:38 | 14 |
| 7. «Торпедо» (Москва)          | 1:2 3:6 | 2:2 1:4 | 3:3 2:3 | 1:2     | 1:4 1:1 | 3:5 2:1 |         | 4:2     | 14 | 3  | 3 | 8  | 29:39 | 9  |
| 8. «Динамо» (Киев)             | 2:9 2:3 | 3:4 0:3 | 1:3 3:4 | 2:3 2:4 | 2:4 1:4 | 2:3 1:4 | 2:4     |         | 14 | 0  | 0 | 14 | 25:56 | 0  |

## Матчи
1-й тур. 6 августа
- ЦДСА — «Динамо» К — 9:2
- «Водник» — «Динамо» М — 3:2
- «Трудовые резервы» — «Торпедо» — 2:1
- «Труд» — ККФ — 2:1

2-й тур. 7 августа
- «Водник» — «Торпедо» — 5:3
- «Динамо» М — ЦДСА — 2:2
- «Труд» — «Динамо» К — 3:1
- ККФ — «Трудовые резервы» — 3:3

3-й тур. 8 августа
- ЦДСА — «Водник» — 7:2
- «Трудовые резервы» — «Динамо» К — 3:2
- ККФ — «Торпедо» — 4:1
- «Динамо» М — «Труд» — 4:1

4-й тур. 9 августа
- «Динамо» М — «Трудовые резервы» — 3:3
- ЦДСА — «Торпедо» — 2:1
- ККФ — «Динамо» К — 4:2
- «Труд» — «Водник» — 4:3

5-й тур. 10 августа
- «Динамо» М — ККФ — 4:0
- «Трудовые резервы» — «Водник» — 2:2
- ЦДСА — «Труд» — 3:0
- «Торпедо» — «Динамо» К — 4:2

6-й тур. 11 августа
- ЦДСА — «Трудовые резервы» — 4:2
- «Динамо» М — «Динамо» К — 4:3
- «Водник» — ККФ — 3:2
- «Торпедо» — «Труд» — 3:3

7-й тур. 12 августа
- ЦДСА — ККФ — 4:2
- «Труд» — «Трудовые резервы» — 3:2
- «Торпедо» — «Динамо» М — 2:2
- «Водник» — «Динамо» К — 3:2

8-й тур. 14 августа
- ЦДСА — «Динамо» К — 3:2
- «Динамо» М — «Водник» — 2:1
- «Трудовые резервы» — «Торпедо» — 2:1
- ККФ — «Труд» — 2:0

9-й тур. 15 августа
- «Торпедо» — «Водник» — 2:1
- ЦДСА — «Динамо» М — 2:1
- «Труд» — «Динамо» К — 4:3
- «Трудовые резервы» — ККФ — 1:1

10-й тур. 16 августа
- «Водник» — ЦДСА — 5:3
- «Трудовые резервы» — «Динамо» К — 4:2
- «Торпедо» — ККФ — 1:1
- «Динамо» М — «Труд» — 3:0

11-й тур. 17 августа
- «Динамо» М — «Трудовые резервы» — 2:2
- ЦДСА — «Торпедо» — 6:3
- ККФ — «Динамо» К — 4:1
- «Труд» — «Водник» — 4:2

12-й тур. 18 августа
- ККФ — «Динамо» М — 2:1
- «Трудовые резервы» — «Водник» — 2:1
- «Труд» — ЦДСА — 2:2
- «Торпедо» — «Динамо» К — 4:2

13-й тур. 19 августа
- ЦДСА — «Трудовые резервы» — 4:2
- «Динамо» М — «Динамо» К — 3:0
- ККФ — «Водник» — 2:2
- «Труд» — «Торпедо» — 3:2

14-й тур. 20 августа
- ЦДСА — ККФ — 4:2
- «Труд» — «Трудовые резервы» — 3:2
- «Динамо» М — «Торпедо» — 4:1
- «Водник» — «Динамо» К — 4:1

## Призёры
ЦДСА: В. Азаров, Пётр Бреус, Игорь Бутырин, Борис Гойхман, Анатолий Егоров, Ю. Коротков, Александр Лиференко, Д. Попов, Евгений Семёнов. Тренер — Иван Дмитриев.
 «Динамо» (Москва): В. Архипов, Нодар Гвахария, Василий Карманов, С. Малиновский, Николай Мальцев, Пётр Мшвениерадзе, Лев Пущинский, Михаил Рыжак, Георгий Харебов, Зураб Чачава, Юрий Шляпин. Тренер — Николай Малин.
 «Труд»: Семён Балясный, Степан Дикий, Ефим Дымерец, Владимир Манилюк, Александр Селиванов, Виталий Фурманюк, Михаил Эйдельман, Владимир Юрченко. Тренер — Василий Фурманюк.